# The Constant Nymph (1928)
The Constant Nymph é um filme mudo do gênero drama produzido no Reino Unido e lançado em 1928.